# Nanteuil (Deux-Sèvres)
Para el escultor francés homónimo, véase Charles-François Lebœuf.
 Nanteuil  es una población y comuna francesa, en la región de Poitou-Charentes, departamento de Deux-Sèvres, en el distrito de Niort y cantón de Saint-Maixent-l'École-2.

## Demografía
| 1057 | 1009 | 1163 | 1287 | 1466 | 1475 |
| Para los censos de 1962 a 1999 la población legal corresponde a la población sin duplicidades (Fuente: INSEE [Consultar]) |      |      |      |      |      |